# جایزه بزرگ آلمان ۱۹۶۶
جایزه بزرگ آلمان ۱۹۶۶ (انگلیسی: ‎1966 German Grand Prix‎) یک مسابقهٔ موتوری در رشتهٔ اتومبیل‌رانی فرمول یک بود که در تاریخ ۷ اوت ۱۹۶۶ در نوربورگ‌رینگ واقع در، برگزار شد. این گراند پری در میان ۹ گراند پری در فصل ۱۹۶۶، مسابقهٔ شمارهٔ ۶ بود.
در این مسابقه که در ۱۵ دور و به مسافت ۳۴۲٫۱۵ کیلومتر (۲۱۲٫۶۰۲ مایل) برگزار شد، پول پوزیشن توسط جیم کلارک کسب شد و سریع‌ترین زمان برای طی یک دور پیست که برابر با ۸:۴۹٫۰ بود نیز توسط جان سرتیز به ثبت رسید.
جک برابام از تیم برابام-رپکو، جان سرتیز از تیم کوپر-مازراتی و جوهن رایندت از تیم کوپر-مازراتی به‌ترتیب مقام‌های اول تا سوم مسابقه را کسب کردند.

## رده‌بندی قهرمانی پس از مسابقه
|       | جایگاه | راننده      | امتیاز |
| ----- | ------ | ----------- | ------ |
|       | ۱      | جک برابام   | ۳۹     |
|       | ۲      | گراهام هیل  | ۱۷     |
| ۴     | ۳      | جان سرتیز   | ۱۵     |
|       | ۴      | جوهن رایندت | ۱۵     |
| ۲     | ۵      | جکی استوارت | ۱۴     |
| منبع: |        |             |        |

|       | جایگاه | سازنده       | امتیاز |
| ----- | ------ | ------------ | ------ |
|       | ۱      | برابام-رپکو  | ۳۹     |
|       | ۲      | فراری        | ۲۳     |
|       | ۳      | بی‌آرام       | ۲۲     |
|       | ۴      | کوپر-مازراتی | ۱۷     |
|       | ۵      | لوتوس-کلیمکس | ۷      |
| منبع: |        |              |        |

یادداشت
- تنها پنج جایگاه نخست از هر رده‌بندی نمایش داده شده‌است.